# کودتای ۳ اسفند ۱۲۹۹
کودتای ۳ اسفند ۱۲۹۹ (۲۲ فوریه ۱۹۲۱ میلادی)، کودتایی نظامی بود که علیه کابینه رئیس الوزرای ایران سپهدار اعظم فتح‌الله اکبر و نه دودمان قاجار، و الیگارشی زمینداران و مقامات دیوانسالاری که حکومت را در دست داشتند اجرا شد، و بعدها منجر به تأسیس سلسله پهلوی شد. این کودتا توسط رضاخان میرپنج (بعدها رضا شاه)، فرمانده قزاق آتریاد همدان و  سیدضیاءالدین طباطبایی و با مشارکت نظامیان بریتانیایی به رهبری   ژنرال ادموند آیرونساید، رئیس نیروی شمال ایران انجام شد.
بریتانیایی‌ها از طریق کمیته زرگنده در طراحی کودتا یا آنچه بعداً رهبران می‌بایست انجام می‌دادند، نقش داشتند و بر همین اساس بنا به نوشته عاقلی جهت اطمینان بازوی نظامی کودتا ۲۳ روز پیش از کودتا رضا خان با ادموند آیرونساید ملاقات کرده که در این دیدار آیرونساید به رضاخان گفته بود اگر شما قدرت را در دست بگیرید ما مخالفتی نداریم. در نتیجه مذاکرات و هماهنگی‌های به عمل آمده بین سیدضیاءالدین طباطبایی و رضاخان، در روز سوم اسفند قوای قزاق وارد تهران شده و ادارات دولتی و مراکز نظامی را تحت فرمان خود کردند. نزدیک به صد تن از فعالان سیاسی و رجال سرشناس بازداشت و زندانی شدند. احمدشاه قاجار و محمدحسن میرزا (ولیعهد) به کاخ فرح‌آباد گریختند و سپهدار رشتی (نخست‌وزیر) به سفارت انگلستان در تهران پناهنده شد. نتیجه کودتا، رئیس‌الوزرایی سیدضیاءالدین و وزیر جنگ شدن ماژور مسعود خان کیهان و سپس خود رضاخان بود.

## اوضاع ایران در دوران پیش از کودتا
در سال ۱۹۰۷ م. قرارداد ۱۹۰۷ میان کشورهای بریتانیا و امپراتوری روسیه در سن پترزبورگ امضا شد.
بر پایه قرارداد ۱۹۰۷ بریتانیا پیشنهاد تقسیم ایران به دو منطقه نفوذ را داد. منطقه شمالی به امپراتوری روسیه اعطا شد و منطقه جنوبی به بریتانیای کبیر. منطقه میانی باید به عنوان منطقه بی‌طرف کار می‌کرد. پیمان نامه ۱۹۰۷ م. بدون آگاهی دولت ایران در زمان اوج جنبش مشروطه امضا شد؛ از این رو سرانجام با پاسخ تند مجلس شورای ملی رو به رو شد.
با وجود اعتراضات ایران به این قرارداد، مواد آن عملاً در زمان جنگ جهانی اول اجرا شد و به بهانه جنگ با عثمانی شمال ایران به اشغال سپاه امپراتوری روسیه درآمد و نیز بریتانیا با اشغال بوشهر به سوی شیراز پیشروی کرد. روس‌ها تا زمان انقلاب اکتبر بر حفظ منافع به دست آمده‌شان از این قرارداد اصرار داشتند. پس از انقلاب اکتبر این قرارداد به دلیل ایدئولوژی غالبین توسط دبیرکل حزب کمونیست حاکم ولادیمیر ایلیچ لنین ملغی شد.
جنگ جهانی اول با پیروزی متفقین پایان یافته بود و وقوع انقلاب اکتبر، همسایه شمالی ایران را از بازیگری در عرصه جهانی ناتوان کرده بود. در این هنگامه، دولت بریتانیا که خود را یکه‌تاز میدان می‌دید، به صرافت افتاد برای جلوگیری از نفوذ امواج انقلاب سرخ به سوی هندوستان، ایران را به عنوان کشوری حائل درآورد.
لرد کرزن وزیر وقت امور خارجه بریتانیا، برای این کار قراردادی طراحی کرد که به قرارداد ۱۹۱۹ شهرت یافت. مطابق این پیمان، دست دولت بریتانیا در امور مالی و نظامی ایران باز می‌شد. قراردادی که دولت بریتانیا سعی در بستن آن با دولت ایران کرد ولی با مخالفت ایرانیان موفق نشد.
طی جنگ جهانی اول هم‌زمان با حکومت احمدشاه قاجار دولت مشروطه ایران ضعیف‌ترین دوران خود را می‌گذراند. ایران از جوانب گوناگون اوضاعی آشفته، نابسامان، بغرنج و متزلزل داشت. بحران فزاینده اقتصادی، وضعیت ناپایدار سیاسی و مداخلات مهارگسیخته قدرت‌های خارجی ایران را تا آستانه یک دولت ورشکسته و وابسته پیش برده بود. علی‌رغم اعلام بی‌طرفی دولت ایران نیروهای متخاصم از جنوب و شمال وارد ایران شدند. بر اثر اشغال ایران توسط بریتانیا و خرید آذوقه مردم ایران توسط ارتش اشغالگر و شروع قحطی بزرگ ایران (۱۲۹۸-۱۲۹۶)، بخش بزرگی از مردم ایران به کام مرگ فرورفتند. سپاه روسیه تا دروازه‌های تهران پیشروی کرد اما از منقرض کردن سلسله قاجار منصرف شد. غرب کشور را سپاه عثمانی اشغال کرده بود. در جنوب مردم محلی در چند نوبت با متجاوزان انگلیسی درگیر شدند که از مهم‌ترین نبردهای جنگ جهانی اول در ایران می‌توان به مقاومت تنگستانی‌ها و قشقایی‌ها اشاره کرد. جمعی از رجال و نمایندگان مجلس، حکومت موقتی به نام دولت ملی به ریاست نظام السلطنه (رضا قلی خان مافی) تشکیل دادند. پس از پایان جنگ نیز کشور دچار هرج و مرج بود. دولت در خارج از پایتخت نفوذی نداشت و هر بخش از کشور زیر نفوذ قدرتی محلی بود. شمال کشور را سپاه انگلستان و روسیه در اشغال داشت. پلیس جنوب با همکاری قشون هند یها زیر نظر بریتانیایی‌ها بر جنوب حکمرانی داشت. در آذربایجان غربی اسماعیل‌آقا سیمیتقو شورشی بود. لرهای شورشی لرستان را تحت کنترل داشتند. راه تهران به خراسان زیر غارت یاغیان ترکمن بود. در خوزستان شیخ خزعل حکومت می‌کرد و در فارس قوام‌الملک شیرازی و قشقاییها قدرت را در دست داشتند. کرمان و بلوچستان تحت نفوذ بلوچها بود و امیرموید در مازندران قدرت را به دست داشت.

## طراحی کودتا
در اواخر سال ۱۹۲۰ میلادی، انگلستان تصمیم گرفت، به خاطر مخارج زیاد، نیروهایش را از شمال ایران خارج کند. به همین مناسبت ژنرال لرد آیرونساید، فرمانده نیروهای متفقین در شمال روسیه به ایران آمد تا بر این نقل و انتقال نظارت کند. ورود آیرونساید مصادف شد با شکست قوای قزاق از جنگلی‌ها و عقب‌نشینی آن‌ها به منطقه آقابابا در شمال قزوین. رضاخان، در این زمان از افسران ارشد قوای قزاق بود. این قوا تحت فرماندهی افسران روسی و در راس آنان استاروسلسکی قرار داشت. پلیس جنوب (تحت حاکمیت انگلستان) و ژاندارمری، دیگر قوای متمرکز نظامی ایران را تشکیل می‌دادند. نورمن، وزیر مختار انگلستان در ایران، به اشاره آیرونساید، احمدشاه را قانع کرد که افسران روس را از ایران اخراج نماید و به جای آنان، سردار همایون، یک افسر ضعیف را به فرماندهی قوای قزاق بگمارد.
اردشیر ریپورتر اصرار دارد که عامل معرفی رضاخان به آیرونساید شخص او بوده است، درحالی که آیرونساید در خاطرات خود به چنین چیزی اشاره نمی‌کند. او طی دوره‌ای که سردار همایون فرماندهی اسمی قوای قزاق را داشته است بارها از اردوی آنان بازدید می‌کند و به این نتیجه می‌رسد که «رضاخان مسلماً بهترین است» و «فرمانده قزاق‌ها (سردار همایون) مخلوقی بی‌فایده و ضعیف است».
ماجرا چنین بود که با ورود آیرونساید و اخراج روس‌ها، روزی آیرونساید همه فرماندهان ایرانی را جمع می‌کند و به کمک مترجم به آنان «توصیه» می‌کند که خلع سلاح شوند. در جوی که همه فرماندهان از صلابت این دستور سکوت اختیار کرده بودند، رضاخان برمی‌خیزد و با صدای رسا یادآوری می‌کند که آنان تنها تحت امر پادشاهشان (احمدشاه) هستند و گوشزد کرد که فرماندهان هرگز این دستور را از یک افسر انگلیسی اجرا نخواهند کرد.
آیرونساید پس از این شناخت از رضاخان اعتقاد یافت که «نباید این سربازان و افسران را در اینجا نگه داشت. بلکه باید راهشان را به سوی تهران، پیش از آنکه من از صحنه خارج شوم باز گذاشت. در واقع یک دیکتاتور نظامی در ایران تمام اشکالات کنونی ما را حل خواهد کرد.» به این ترتیب رضاخان مقام فرماندهی نیروهای قزاق را به دست آورد. در این موقع، صرف نظر از اینکه برنامه کودتا به دست آیرونساید طراحی شده باشد یا به دست رضاخان، هردو مذاکرات خصوصی در مورد جزئیات را آغاز کرده بودند. آیرونساید می‌نویسد «رضاخان عجله دارد که وارد عمل شود. او از بیکاری خسته شده است.»
ملاقات نهایی میان رضاخان و آیرونساید در ۲۳ دیماه ۱۲۹۹ در گراندهتل قزوین برگزار شد. از میان همقطاران رضاخان تنها سرهنگ باقرخان مویان از این ملاقات باخبر شد و از انگلیسی‌ها کلنل هنری اسمایت. آیرونساید می‌نویسد: «اول می‌خواستم تعهد کتبی از او بگیرم؛ ولی به این نتیجه رسیدم که فایده‌ای ندارد. اگر بخواهد قول‌هایی را که به ما داده زیر پا بگذارد، ادعا خواهد کرد که آن‌ها را تحت فشار داده است. دو مطلب را برایش به خوبی روشن کردم. یکی اینکه به خیال نیفتد که خود ما را از پشت سر مورد حمله قرار دهد و دیگر اینکه پس از ورود به تهران، شاه را به هیچ وجه از سلطنت برندارد.
عبدالله شهبازی ادعاهای آیرونساید در خاطراتش را رد کرده و می‌نویسد که آیرونساید تنها مدت کوتاهی در منطقه و در ایران بود. او از ۴ اکتبر ۱۹۲۰ تا ۱۷ فوریه ۱۹۲۱، یعنی کمتر از چهار ماه و نیم فرمانده نورپرفورس بود که مأموریت جنگ با بلشویک‌ها را به عهده داشت. وی در طول زندگی اش نیز ارتباطی با ایران نداشت و بنابراین نقش او در کودتا نمی‌تواند همسنگ و حتی قابل مقایسه با نقش اردشیر ریپورتر باشد که به عنوان رئیس سازمان اطلاعات فرمانفرمای هندوستان در ایران تا زمان کودتا، ۲۸ سال در ایران اقامت داشت و بر حوادث مهمی چون انقلاب مشروطه و غیره تأثیر نهاده بود.
عوامل اصلی کودتا جمعاً پنج نفر بودند. این پنج نفر عبارت بودند از: سیدضیاءالدین طباطبایی، رضاخان میرپنج، سرگرد مسعودخان کیهان، سرهنگ احمد امیراحمدی (بعداً سپهبد) و سروان کاظم خان سیاح (بعداً سرهنگ). بخش سیاسی این گروه را سید ضیاء اداره می‌کرد و مابقی بدنه نظامی کودتا را تشکیل می‌دادند. گفته می‌شود در آخرین جلسه مشورتی همگی هم قسم شده و پشت قرآنی را امضا کردند تا بعدها همدیگر را نکشند.
به نوشته یحیی دولت‌آبادی، سیدضیاءالدین طباطبایی و کمیته زرگنده بخش ایرانی اجرای کودتا بودند و محمودخان مدیرالملک، مسعودخان سرهنگ، منوچهرخان طبیب و میرزا کریم خان گیلانی را از اعضای آن معرفی می‌کند. «...کمیته زرگنده مرکز سیاست انگلیس است در تهران در قسمتی که باید به دست ایرانیان انجام بگیرد.»

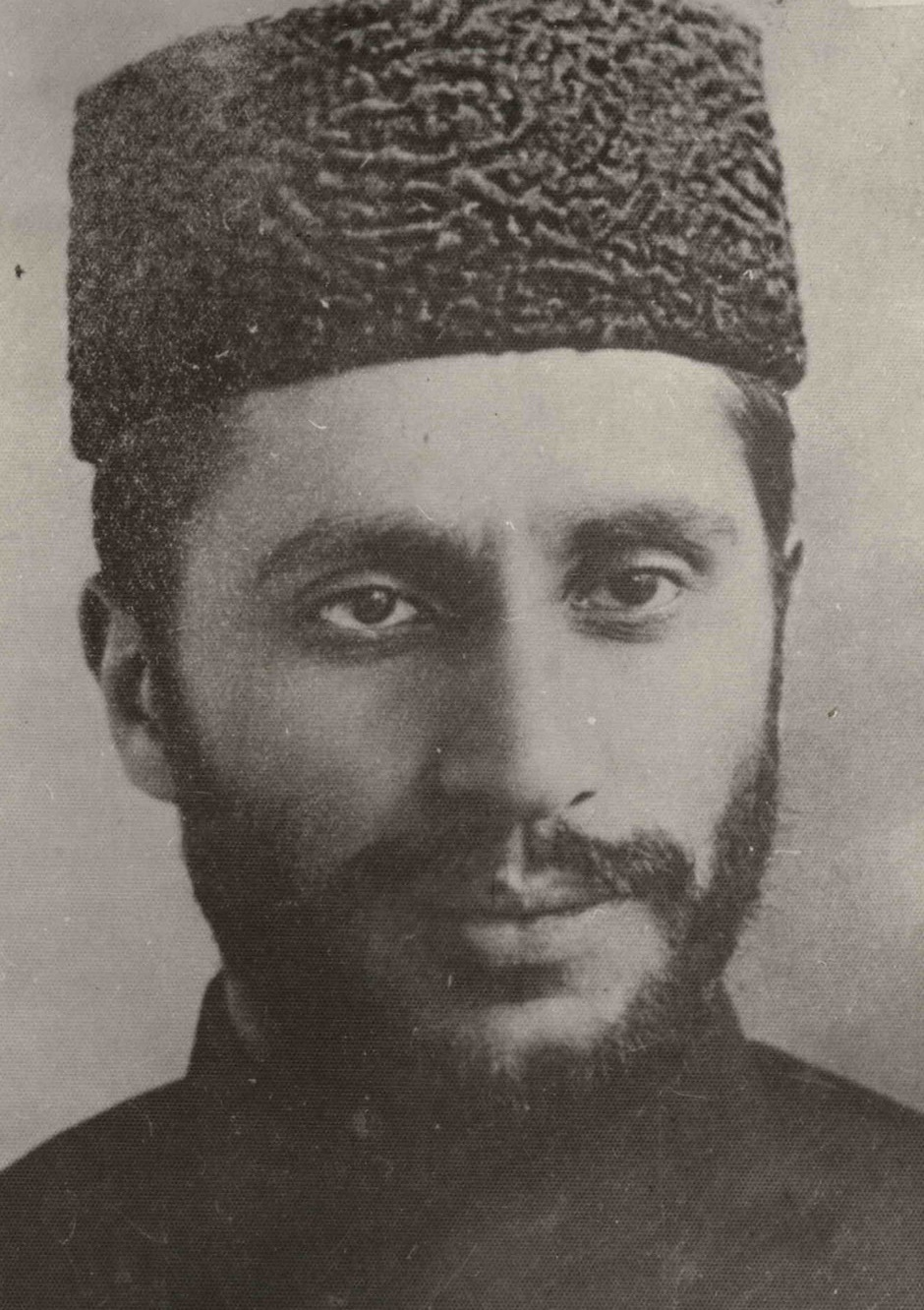
سیدضیاءالدین طباطبایی در سال ۱۹۲۱ میلادی.

شبکه اردشیرجی از سال ۱۹۱۳ به وسیله میرزا کریم خان رشتی با رضاخان مرتبط شده بود و به نوعی تعلیمات سیاسی وی را برعهده داشت. «فقط می‌گویم که آنچه را هم که سید ضیاءالدین طباطبایی به عهده داشت به خوبی انجام داد و محرک او هم خدمت به ایران بود ولی شاید بیش از آنچه لازم یا مطلوب بود تظاهر به همگامی با سیاست انگلیس می‌کرد.»

## نقش بریتانیا
بنابر آنچه بیشتر پژوهشگران دهه‌های اخیر با واکاوی اسناد آزادشده بریتانیا به دست آورده‌اند، برخلاف آنچه در همان زمان شایع بود، موفقیت رضاخان پی‌آمد استراتژی حساب شده‌ای که در لندن طرح‌ریزی شده باشد نبود؛ ولی مقامات و کارگزاران انگلیسی حاضر در ایران، نگران از تهدید شوروی و آشوب در کشور، کودتای سوم اسفند را یاری کردند بدون آنکه چندان دربند آگاه کردن مقامات انگلیسی در لندن باشند.
میخائیل زیرینسکی کامیابی رضاخان را پی‌آمد اراده و توانایی خود او و همراه بودن شرایط داخلی و خارجی می‌شمارد و انگیزه‌های او را وطن‌پرستی و منافع شخصی می‌داند.
محمدعلی همایون کاتوزیان در بررسی اسناد وزارت امور خارجه انگلیس به این نتیجه می‌رسد که بریتانیا نه نقشی در برآمدن رضاخان داشت و نه دخالتی در فروافتادن احمدشاه. سیاست رسمی دولت بریتانیا در آن زمان که لرد کرزن وزیر خارجه این کشور بود این بود که قرارداد ۱۹۱۹ سرانجام به اجرا دربیاید؛ اما دیپلمات‌ها و افسران بریتانیایی در تهران می‌دانستند که آن قرارداد مرده است و به هیچ نتیجه‌ای نمی‌رسد و ایران در خطر اضمحلال قرار دارد. در یکی دو سال اول پس از کودتا روابط ایران و بریتانیا خیلی سرد بود چون وزارت خارجه بریتانیا با کودتا برخورد منفی کرد و تنها با گذشت زمان بود که متوجه شد بعضی از عناصر خودش در این کودتا دست داشته‌اند.
با اینکه سفارتخانه بریتانیا در تهران تلاش می‌کرد پشتیبانی وزارت خارجه بریتانیا را به نفع سیدضیا جلب کند، این وزارتخانه که می‌دید سیاست اصلی اش در ایران به هم خورده است، کوچک‌ترین امتیازی به دولت سیدضیا نداد و هنگامی که مشخص شد بریتانیا پشتیبان سیدضیا نیست احمدشاه و رضاخان مشترکاً و به آسانی دولت سیدضیا را از کار انداختند. عدم پشتیبانی دولت بریتانیا از سیدضیا خود دلیل دیگری است بر اینکه این دولت در کودتا نقش نداشته است. بعداً که سر پرسی لورین وزیرمختار (در آن زمان نمایندگان سیاسی بریتانیا در تهران عنوان سفیر نداشتند) بریتانیا در تهران شد کوشید روابط دو کشور را التیام ببخشد و آهسته آهسته به لرد کرزن این نظر را القا کند که در شرایطی که در ایران وجود دارد آدمی مثل رضاخان می‌تواند اوضاع را تثبیت کند. دولت بریتانیا همان گونه که اسناد گواهی می‌دهد نه در جنبش جمهوری‌خواهی کوچک‌ترین نقشی داشت و نه در پادشاه کردن رضاخان دخالت کرد. سر پرسی لورین در یکی از نامه‌هایش به وزارتخانه از رضاخان به عنوان مردی درستکار و باعرضه یاد می‌کند که دزد نیست و با بریتانیا هم دشمنی ندارد؛ اما وزیر انگلیسی در جوابش به او توصیه می‌کند که گول نخورد، رضاخان “بلد است شیرین حرف بزند و ترش رفتار کند - talking sweet and acting sour.
هارولد نیکلسون، نماینده سیاسی بعدی در تهران، سیاست ستایشگرانه لورین نسبت به رضا خان را نکوهش می‌کرد و رضا خان را از توانایی فکری و اخلاقی برای احراز مقامات عالی بی‌بهره می‌دانست. رابرت کلایو، جانشین نیکلسون، نیز نظریاتی مشابه او داشت. در پایان سال ۱۳۰۶ سفارت بریتانیا در تهران به این نتیجه رسیده بود که رضا شاه هزار بار از احمدشاه بدتر است. در سال ۱۳۱۱ در آستانه درگیری ایران و انگلستان، وزارت خارجه بریتانیا رضا شاه (که قرارداد نفت را به درون آتش شومینه انداخته بود) را یک «وحشی» خواند و سال بعد یک «دیوانه خون‌آشام».
به گفته یحیی دولت‌آبادی، رضا شاه در یک مهمانی خصوصی در حضور او و مصدق گفته بود: «مرا انگلیسی‌ها روی کار آوردند؛ ولی وقتی روی کار آمدم به وطنم خدمت کردم». همین مطلب را هم دکتر مصدق با کمی اختلاف بدین عبارت گفته است: «مرا انگلیسی‌ها آوردند ولی ندانستند با چه کسی سروکار دارند».
محمدرضاشاه در سفری که سال‌ها بعد و در اوایل سلطنتش به انگلستان داشت، به عنوان یک خواهش شخصی درخواست کرد تا اسناد طبقه‌بندی شده مرتبط با روی کار آمدن پدرش را ببیند.
نقش عمده بریتانیا در این کودتا در مرکز یک افسانه‌پردازی و نظریه های توطئه قرار گرفته که  در آن باور بر این است که هر رخداد و هر کنش رضا خان با کنترل بریتانیا انجام شده. از جمله این که ژنرال آیرونساید از آنجا که رضاخان «سربازی بی‌سواد و ناپخته» بوده او را برای رهبری کودتا برگزیده. اقدامات بعدی رضاخان (در مقام سلطنت) نیز به تلاش برای پیاده سازی نقشه های بریتانیا منتسب می شود.

## عملیات کودتا

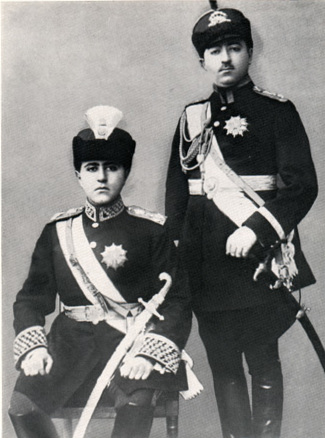
احمدشاه و ولیعهدش محمدحسن میرزا با وقوع کودتا به کاخ فرح‌آباد (حوالی سرخه‌حصار کنونی) گریختند

از شب جمعه سی ام بهمن، اجازه حرکت افراد عادی به سمت تهران به دلایل امنیتی سلب گردید. دو هزار نفر از قوای قزاق آتریاد همدان به فرماندهی میرپنج رضاخان که در قزوین اردو زده بودند و یکصد نفر ژاندارم به سمت تهران حرکت کردند و در صبح شنبه به کرج وارد شدند. در تیپ پیشقراولان به فرماندهی احمد امیراحمدی یک قبضه توپ نیز وجود داشت.
صبح روز یکشنبه رژه پیاده‌نظام برگزار شد و پنجاه نفر قزاق برای جلوگیری از فرار احتمالی شاه به جنوب، به سمت کهریزک حرکت کردند. مابقی قوای قزاق در ساعت سه بعدازظهر به سوی شاه آباد و مهرآباد حرکت کردند و در کرج تنها یکصد قزاق و یکصد ژاندارم برای پشتیبانی سیدضیاء باقی‌ماندند. قوای قزاق ساعت ۴ بعدازظهر به مهرآباد (حومه تهران آنروز) رسیدند.
یک ساعت بعد فرماندهان قبلی قزاقها برای منصرف کردن قوای قزاق وارد اردو می‌شوند، ولی موفقیتی حاصل نمی‌کنند. خانواده سربازان قزاق که از ورود فرزندان خود به حومه شهر مطلع شده‌اند، برای استقبال به مهرآباد می‌روند.
در ساعت هفت و نیم عصر، نمایندگان شاه (معین الملک)، نخست‌وزیر (ادیب‌السلطنه سمیعی) و سفارت انگلستان (کلنل هایک و کلنل هادسون) برای مذاکره به مهرآباد می‌رسند که به سردی استقبال شده و مدت یک ساعت در اتاقی شبیه به طویله منتظر دیدار با سیدضیاء و میرپنج رضاخان می‌شوند و عملاً تحت‌الحفظ نگهداری می‌شوند. ساعت ۹ شب نیروها به سمت محل‌های از پیش تعیین شده در سطح شهر حرکت کرده و هم‌زمان رضاخان با نمایندگان مذکور ملاقات می‌کند. نمایندگان دستور شاه مبنی بر توقف قوا را در مهرآباد به رضا خان ابلاغ می‌کنند، ولی شیپور حمله هم‌زمان نواخته می‌شود و تقاضای آنان بی‌اثر باقی می‌ماند.
پیشقراولان بریگاد مرکزی تحت فرماندهی سرتیپ شهاب جلوی دروازه شهرنو (دروازه قزوین) به رضاخان اخطار می‌کنند که در آماده باش کامل به سر می‌برند ولی در عمل مقاومتی نمی‌کنند. اندکی بعد قزاقخانه (باغ ملی) به تصرف قزاقها در می‌آید. عبدالحسین میرزا فرمانفرما برای مذاکره وارد می‌شود؛ ولی او نیز موفقیتی به‌دست نمی‌آورد. دویست نفر قزاق به فرماندهی کاظم خان سیاح فرماندهی کلانتری‌های شهر را بر عهده می‌گیرند و این تنها نقطه کودتا بود که به زد و خورد و کشته شدن چند قزاق و پلیس انجامید. چند تیر توپ شلیک شد و کودتا به پایان رسید.

## پس از کودتا
اعلامیه رضاخان پس از کودتا
حکم می‌کنم:
- مادهٔ اول ـ تمام اهالی شهر تهران باید ساکت و مطیع احکام نظامی‌باشند.
- مادهٔ دوم ـ حکومت نظامی در شهر برقرار و از ساعت ۸ بعدازظهر غیر از افراد نظامی و پلیس مأمور انتظامات شهر، کسی نباید در معابر عبور نماید.
- مادهٔ سوم ـ کسانی که از طرف قوای ناظمی و پلیس مظنون به اخلال آسایش و انتظامات واقع شوند، فوراً جلب و مجازات سخت خواهند شد.
- مادهٔ چهارم ـ تمام روزنامه‌جات و اوراق مطبوعه تا موقع تشکیل دولت به کلی موقوف و برحسب حکم و اجازه که بعد داده خواهد شد، باید منتشر شوند.
- مادهٔ پنجم ـ اجتماعات در منازل و نقاط مختلفه به کلی موقوف و در معابر هم اگر بیش از سه نفر گرد هم باشند، با قوهٔ قهریه متفرق خواهند شد.
- مادهٔ ششم ـ درب تمام مغازه‌های شراب فروشی و عرق‌فروشی، تئاتر و سینما و فتوگرافی‌ها و کلوپ‌های قمار باید بسته شود و هر مست که دیده شود، به محکمهٔ نظامی جلب خواهد شد.
- مادهٔ هفتم ـ تا زمان تشکیل دولت، تمام ادارات و دوائر دولتی، غیر از ادارهٔ ارزاق تعطیل خواهند بود. پست‌خانه، تلفن خانه، تلگراف خانه هم مطیع این حکم خواهند بود.
- مادهٔ هشتم ـ کسانی که در اطاعت از مواد فوق خودداری نمایند به محکمهٔ نظامی جلب و به سخت‌ترین مجازات‌ها خواهند رسید.
- مادهٔ نهم ـ کاظم خان به سمت کماندانی شهر انتخاب و معین می‌شود و مأمور اجرای مواد فوق خواهد بود.

۱۴ جمادی‌الثانی ۱۳۳۹
رئیس دیویزیون قزاق اعلیحضرت
اقدس شهریاری و فرمانده کل قوا ـ
رضا
پس از کودتا از طرف رضاخان اعلامیه‌ای در ۹ ماده تحت عنوان «حکم می‌کنم» صادر و توسط قزاقان به در و دیوار شهر تهران چسبانده شد.
روز بعد بیانیه چهارم اسفند ۱۲۹۹ رضاخان منتشر می‌شود.

پنج روز پس از کودتا سیدضیاءالدین طباطبایی نخست‌وزیر سخنرانی مفصلی راجع به اهداف و آمال خود برای ایران آینده منتشر می‌کند بیانیه رئیس‌الوزرا هشتم اسفند ۱۲۹۹
در آستانه کودتا، سیدضیاءالدین طباطبایی فهرستی از اسامی ده‌ها تن از رجال کشور را در اختیار رضاخان میرپنج قرار داد تا بلافاصله پس از انجام کودتا دستگیر و زندانی شوند. بدین ترتیب مدت کوتاهی پس از کودتا و از واپسین ساعات شامگاه چهارم اسفند ۱۲۹۹ دستگیری گروهی از اعیان و اشراف، متنفذین، آزادیخواهان و برخی علمای مخالف آغاز شد و در طی حدود شش روز قریب به هفتاد تن از رجال دستگیر و زندانی شدند. در میان دستگیرشدگان اسامی افراد زیر به چشم می‌خورد: سیدحسن مدرس، احمد قوام، عبدالحسین میرزا فرمانفرما، نصرت‌الدوله، عین‌الدوله، سعدالدوله، سهام‌الدوله، حشمت‌الدوله، قوام‌الدوله، مجدالدوله، ممتازالدوله، محتشم‌السلطنه، نصیرالسلطنه، مشارالسلطنه، وثوق‌السلطنه، ممتازالملک، لسان‌الملک، یمین‌الملک، سردار رشید، سردار معتضد، سرهنگ گیگو، امیرنظام، خسروخان سردار کرد بختیاری مشهدسر (ظفر), کلهر، میرزا یانس، محمدقلی سهراب‌زاده، اسعد سهراب‌زاده، سیدمحمد اسلامبولچی، محمدولی خان تنکابنی، سالار لشکر، شیخ محمدحسین یزدی، شیخ محمدحسین استرآبادی، آقاضیاء و سیدمحمد تدین.
بسیاری از بازداشت شدگان را وعده دادند که در قبال پرداخت مبالغی هنگفت آزادی خود را باز خواهند یافت. با این احوال قریب به اتفاق محبوسین از پرداخت پول خودداری کردند. گروهی دیگر از بازداشت شدگان را برای جلوگیری و پیشگیری از مخالفت آنان با کابینه کودتا دستگیر کرده بودند. چنان‌که طی یک‌ماهه نخست عمر دولت کودتا در اعتراض به واقعه مذکور ده‌ها تن دیگر نیز به خاطر مخالفت با اوضاع پیش‌آمده راهی زندان شدند. علی دشتی، فرخی یزدی، لسان‌السلطنه مؤدب همایون، میرزا قوام، میرزا هاشم آشتیانی، سیدغلامحسین خان، دکتر مشعوف، حاج محمدحسین معین‌الرعایا، رهنما مدیر روزنامه رهنما، فدایی، عباسخان رأفت، یاور اکبر میرزاباشی، محمّدتقی بهار و سردار معظم خراسانی از دیگر دستگیرشدگان آن روزگار بودند.
در فاصله کمتر از دو ماهی که از عمر کودتا می‌گذشت تمام زندان‌ها و بازداشتگاه‌های تهران مملو از زندانیان شد تا جایی که مجبور شدند عده‌ای از محبوسین را به شهرها و مناطق دیگری تبعید کنند. چنان‌که سید حسن مدرس به قزوین تبعید و در آن شهر زندانی شد.
علاوه بر مخالفان و فعالان سیاسی گروهی از زندانیان این روزگار شامل صاحبان ثروت و متمولینی بودند که حکومت امیدوار بود با اخذ مبالغی هنگفت آزادیشان را به آنان بازگرداند. حاج محمدحسین امین‌الضرب و امیرنظام همدانی از شاخص‌ترین این گروه از زندانیان بودند که نفر اخیر با پرداخت ۲۵ هزار تومان پس از یک هفته زندان را ترک کرد.
در همان زمان شایع شد که سیدضیاء قصد دارد گروهی از زندانیان متنفذ و صاحب قدرت را اعدام کند. اما این خبر که گویا برای مرعوب ساختن زندانیان و احتمالاً اخذ وجوهی از آنان بر سر زبان‌ها افتاده بود به دنبال اعتراض احمدشاه به سرعت فروکش کرد و طبق دستور شاه که گفته بود «فوراً از این اعمال قبیح جلوگیری نمایید و نگذارید که چنین اتفاقی رخ بدهد» خبر مذکور نیز به سرعت رنگ باخت.
بدین ترتیب تا پایان دوره کابینه سید ضیاء، محبوسین کماکان در بازداشت بودند. پس از پایان این دوران سه‌ماهه احمد قوام‌السلطنه که خود از محبوسین بود یک روز پس از انتصاب به مقام ریاست‌الوزرایی تمام زندانیان را آزاد کرد: «آزادشدگان با حالت تأثرآوری که هر بیننده‌ای را محزون می‌نمود به مجلس شورای ملی وارد شده در حالتی که برخی از آن‌ها موهای سرشان بلند و لباسهایشان مندرس و برخی دیگر پیر و ناتوان و بیچاره و کسل، عصازنان در صحن دوم مجلس مجتمع گشته بودند. به علاوه عده‌ای از کسان محبوسین و آزادیخواهان و ملّیون نیز حضور به هم رسانیدند…».
هدف کودتا - آن طور که در اعلامیه‌هایی به مردم وعده داده شده بود - «برانداختن ریشه جنایتکاران خودخواه تن‌پرور داخلی» و «رهانیدن ملت ایران از سلسله رقیت مشتی دزد و خیانتکار» بود. افرادی که به زعم سید ضیا و رضاخان، در سال‌های پرآشوب پس از انقلاب مشروطه «زمام مهام {امور} مملکت را به ارث در دست گرفته بودند، مانند زالو خون مردم و ملت را مکیده، ضجه وی را بلند می‌ساختند.»
اعلامیه سید ضیا و رضاخان که بلافاصله پس از کودتا منتشر شد، در واقع چیزی جز پژواک همین اندیشه‌ها نبود که باور داشت «برای اینکه تمام این اقدامات میسر گردد، باید قبل از هر چیز و مافوق هر گونه اقدامی، مملکت دارای قشونی گردد که دشمنان داخل و خارج را به حساب دعوت نماید و امنیت در محوطه شاهنشاهی ایران حکم فرما گردد.»
اصلاح نظام قضایی، تقسیم اراضی دولت بین دهقانان، لغو کاپیتولاسیون، تأسیس مدارس، راه‌اندازی وسایل حمل و نقل جدید و صد البته لغو قرارداد ۱۹۱۹ ایران و بریتانیا، برخی از برنامه‌های مفصلی است که سید ضیاء و رضا خان بلافاصله پس از کودتا اعلام کرده بودند. بسیاری از این ملی گرایان و روشنفکران راه حل تمام مشکلات کشور را یک دولت مقتدر نظامی و یک دیکتاتور مصلح می‌دانستند که بتواند چنین تصمیم‌هایی را به جای شاه ناتوان قاجار بگیرد.

تجارت نیست، صنعت نیست، ره نیست،
امیدی جز به سردار سپه نیست.
ایرج میرزا

کاظم‌زاده در مجله ایرانشهر، محمدعلی جمال‌زاده در مجله علم و هنر، تقی‌زاده در مجله کاوه و دیگر سردمداران روشنفکر. گفتمان جدید را با حجم بالایی از نوشته‌ها و مقالات به جامعه تلقین می‌کردند و به ترویج لزوم استبداد منور و مرد آهنین برای سامان دادن به اوضاع پرداختند. روزنامه‌هایی از قبیل: ایران، ستاره ایران، کوشش، اطلاعات، ناهید، شفق سرخ مروج استبداد شدند. به گفته جان فوران، در حالی که مدرس به عنوان عمده‌ترین مخالف رضاخان همانند سدی در برابر استبداد او ایستادگی می‌کرد، تمامی روشنفکران، نویسندگان، دولتمردان و صاحبان مشاغل بالا تحت تأثیر رضاخان قرار گرفتند.
پس از کودتا عارف قزوینی غزلی شاد و امیدبخش دربارهٔ اصلاحات و آینده امیدبخش ایران و ستایش از کودتا سرود. میرزاده عشقی مقالات تندی در حمایت از کابینه کودتا نوشت. محمد فرخی یزدی، لاهوتی، سلیمان میرزا و بهرامی برگرد دولت جمع شدند و محمّدتقی بهار در جراید حکومت مقتدر را رواج می‌داد. علی اکبر داور، عبدالحسین تیمورتاش از حزب تجدد به مشاوران رضاخان تبدیل شدند و دستگاه فکری اش را سامان دادند و احزاب محافظه کار مجلس چهارم از جمله اصلاح‌طلبان، سوسیالیست‌ها و کمونیست‌ها به حمایت از سردار سپه پرداختند.